# Jesse Marunde
Jesse Marunde (ur. 14 września 1979 w Glennallan, Alaska, zm. 25 lipca 2007 w Sequim, Waszyngton) – amerykański sztangista i strongman.
Był jednym z najlepszych amerykańskich siłaczy. Wicemistrz Świata Strongman 2005.

## Życiorys
Jako 9-latek zajmował się komercyjnym połowem ryb w morzu Beringa. W wieku trzynastu lat rozpoczął treningi siłowe. Karierę sportową rozpoczął na dobre już w szkole, uczestnicząc między innymi w mistrzostwach szkół wyższych stanu Waszyngton, w trójboju siłowym, gdzie uplasował się na drugim miejscu uzyskując wyniki: przysiad 500 funtów, wyciskanie 295 oraz martwy ciąg 540, w klasie 220 funtów. Otrzymał stypendium futbolowe na Uniwersytecie Stanowym w Montanie, gdzie rozpoczął trenowanie olimpijskiego podnoszenia ciężarów. Trenował również zapasy oraz lekkoatletykę.
Jako 19-latek Marunde zajął trzecie miejsce na krajowych zawodach sztangistów-juniorów, w klasie ciężkiej uzyskując wynik 242 funty w rwaniu i 308 funtów w podrzucie. W 2001 r. zdobył mistrzostwo stanu Waszyngton.
Jesse Marunde zadebiutował jako siłacz w 2001 r. Ważył wówczas 116 kg. Jako cel życia postawił sobie, aby stać się najsilniejszym człowiekiem świata. Śmierć przerwała jego bardzo dobrze rozwijającą się karierę strongmana.
Uchodził za jednego z najbardziej sympatycznych i najpopularniejszych zawodników w środowisku strongman.
Zmarł na zawał serca, podczas codziennego treningu w swej domowej siłowni, w miasteczku Sequim. Miał genetyczną wadę serca (kardiomiopatia przerostowa). W wieku 27 lat osierocił półtoramiesięczną córkę, Jessicę Joy z żoną Callie Marunde, z którą zawarł związek małżeński w marcu 2004 r. oraz dziewięcioletniego syna, Dawson Blue Marunde (ur. 1998), z pierwszego małżeństwa.
Wymiary:
- wzrost 195 cm
- waga 135 – 145 kg
- biceps 54 cm

## Mistrzostwa Świata Strongman
Wziął udział łącznie cztery razy w indywidualnych Mistrzostwach Świata Strongman, w latach 2002, 2003, 2005 i 2006.
W swym debiucie na Mistrzostwach Świata Strongman 2002 zakwalifikował się do nich jako najmłodszy Amerykanin, w całej historii tych mistrzostw, jednak nie dostał się do finału. W rundach kwalifikacyjnych został pokonany przez Norwega, Svenda Karlsena i Jarosława Dymka.
W rundach kwalifikacyjnych Mistrzostw Świata Strongman 2003 doznał kontuzji i również nie zakwalifikował się do finału.
Wreszcie w swych trzecich Mistrzostwach Świata Strongman 2005 wygrał rundy kwalifikacyjne (w których pokonał między innymi Tarmo Mitta i Terry'ego Hollandsa) i zakwalifikował się do finału. Przegrał w nim tylko z Mariuszem Pudzianowskim i zdobył tytuł Wicemistrza Świata Strongman. Był pierwszym Amerykaninem po piętnastoletniej przerwie, od czasu Mistrzostw Świata Strongman 1990, który stanął na podium tych zawodów.
W swym ostatnim w życiu występie na Mistrzostwach Świata Strongman 2006 minimalnie przegrał rundy kwalifikacyjne i ponownie nie dostał się do finału.

## Osiągnięcia strongman
- 2002
  - 5. miejsce - Mistrzostwa USA Strongman 2002
- 2004
  - 7. miejsce - Mistrzostwa USA Strongman 2004
- 2005
  - 3. miejsce - FitExpo 2005
  - 3. miejsce - Puchar Świata Siłaczy 2005: Yorkshire
  - 2. miejsce - Super Seria 2005: Venice Beach
  - 3. miejsce - Super Seria 2005: Malbork
  - 3. miejsce - Super Seria 2005: Varberg
  - 2. miejsce - Mistrzostwa Świata Strongman, Chengdu, Chiny
  - 2. miejsce - Czwarte zawody Polska kontra Reszta Świata
  - 2. miejsce - Puchar Świata Siłaczy 2005: Chanty-Mansyjsk
- 2006
  - 2. miejsce - FitExpo Strongman 2006
  - 2. miejsce - Ironman Strongman 2006
  - 2. miejsce - Super Seria 2006: Mohegan Sun
  - 5. miejsce - Puchar Świata Siłaczy 2006: Mińsk
- 2007
  - 3. miejsce - Super Seria 2007: Venice Beach